# Robert Gould
Pour les articles homonymes, voir Robert Gould (homonymie) et Gould.
Robert Gould (né vers 1660 et mort en 1708 ou 1709) est un poète anglais de la fin du XVIIe siècle. Son œuvre aux multiples excès s’inscrit par excellence dans le cadre de la littérature de la Restauration anglaise.
Gould est né dans une famille modeste, et fut orphelin à l’âge de treize ans. Il est possible qu’il ait eu une sœur, mais son nom et son existence nous sont inconnus. Le jeune Robert se fit domestique : son premier employeur n’est pas identifié, mais des indices disséminés dans ses poèmes semblent démontrer qu’il s’agissait d’une dame de l’aristocratie. Avant même ses vingt ans, toutefois, il rentra au service de Charles Sackville, 6e comte de Dorset. Ce dernier était connu tout autant pour son style de vie libertin que pour son mécénat en faveur des arts. Il se pourrait que Gould, à son contact, ait pu apprendre à lire et à écrire non seulement l’anglais, mais aussi le latin, le maître ne répugnant apparemment pas à lui prêter des livres.
L’auteur, réputé infréquentable, a longtemps été oublié par l’histoire littéraire. On ne compte aujourd’hui qu’une seule biographie lui étant dédiée (par Eugene Sloan), et ses œuvres ne font l’objet d’aucune édition contemporaine.

## Poésie

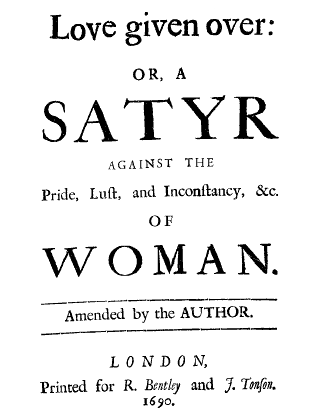
Page de couverture de l'œuvre de Robert Gould : L'Amour Conjuré, ou Satire contre l'Orgueil, la Lascivité et l'Inconstance de la Femme

Gould commença sa carrière poétique en composant plusieurs odes, celles destinées aux dames étant particulièrement stylisées et idéalistes. Au XVIIe siècle, l’écrivain d’une ode pouvait espérer une rémunération, que ce soit sous la forme d’un cadeau ou d’une somme d’argent versée par les libraires en anticipation des ventes à la famille et aux sujets de l’intéressé. Gould a bien vendu ses odes, mais sans en retirer un gain très important. 
Robert Gould changea d’employeur en 1683 et se fit un nom en écrivant le sulfureux Love Given O'er: Or a Satyr on the Inconstancy of Woman (L’Amour conjuré, ou Satire sur la Femme). Inspiré d'une satire de Juvénal beaucoup plus modérée, le poème de Gould ambitionne de condamner « l'orgueil, la lascivité et l'inconstance de la Femme » et contient un nombre invraisemblable d'invectives très explicites visant la gent féminine. La misogynie exprimée par l'œuvre est l'une des plus dures et des plus viscérales de toute la poésie anglaise. Toutes les éditions du poème ont été très rapidement épuisées en raison de l'enthousiasme des lecteurs. 
L'auteur enchaîna ensuite avec une Satire sur le Théâtre (Satyr on the Play House), contenant des descriptions détaillées des acteurs et du monde du spectacle sous la Restauration. Gould continua par ailleurs d'exploiter le succès de l'Amour Conjuré en publiant une série de poèmes misogynes, remplis à chaque fois de dénonciations spécifiques et concrètes sur le comportement féminin. Ses textes sont parsemés de jeunes épouses prétendues vierges qui, au soir de leurs noces, ont « la porte étroite si large / Qu'elle fut franchie par tout le genre humain », de dames de la haute société qui, bien qu'ayant de l'argent, préfèrent rémunérer le cocher par une fellation, et de femmes faisant l'amour dans le coche et dont le plaisir est multiplié par les soubresauts du véhicule sur le pavé. 
La carrière de l'auteur fut brève, mais dénote la vivacité d'un monde littéraire souterrain et intensément sexiste. Après la conversion de John Dryden au catholicisme, Gould entama une véritable guerre littéraire avec ce dernier. Dans Jack Squab, il attaque impitoyablement l'absence de foi de Dryden : squab signifiant "pigeonneau" en anglais, et cet animal faisant justement partie des avantages en nature procurés par la position de Poète Lauréat, Gould entendait montrer par là que Dryden aurait été prêt à vendre son âme pour un bon repas. Qu'un simple écrivain sans condition ait pu s'en prendre ainsi au grand poète courtisan, sans être inquiété, est remarquable. Qu'il l'ait fait, en outre, sans aucun soutien de son protecteur est encore plus étonnant.

## Tragédies
Gould écrivit également quelques tragédies. La première, Innocence Distress’d, ne fut jamais jouée : il la proposa à la United Company quelque temps après l’avoir écrit, en 1689. Thomas Betterton était le dirigeant de facto de cette compagnie, et Elizabeth Barry en était l’actrice la plus célèbre. Ces deux personnes, sans doute offensées par la Satire sur le Théâtre, refusèrent toute proposition. En octobre 1695, la seconde tragédie de Gould, The Rival Sisters, fut jouée à Drury Lane, malgré l’opposition renouvelée de Betterton et Barry.

## Style et portée littéraire
Sur le fond, Gould était un royaliste sincère et ardent. Dans ses satires, les familles et les ancêtres d’aristocrates vivants étaient impitoyablement tournés en ridicule s’ils avaient pris le parti d’Oliver Cromwell pendant la Première Révolution anglaise. L’auteur assène par ailleurs avec une grande constance la doctrine de l’Église d’Angleterre et n’a pas d’invectives assez dures pour tous les protestants plus radicaux, de Richard Baxter à George Fox. Gould, d’origine roturière, semble avoir pensé que la noblesse se devait d’être exemplaire, ou en tout cas plus vertueuse que le reste de l’humanité. De tous les vices, le mensonge était celui qui le révulsait le plus, suivi de près par la trahison.
D’un point de vue stylistique, Robert Gould annonce par plusieurs aspects la poésie des années 1710. Il tenait John Oldham en grande amitié, et l’on trouve quelques similitudes entre les deux styles. Gould était également l’ami d’un certain Fleetwood Shepheard et lui dédia plusieurs poèmes. En dehors de ceux de Gould et de John Dryden, dont la production poétique déclinait, peu d’autres poèmes des années 1680 ont pu être préservés, ce qui confère à Gould une position intéressante. Il est plus jeune d’une génération par rapport aux premières grandes figures de la littérature de la Restauration anglaise (Dryden, le comte de Rochester, le  duc de Buckingham…) et même plus jeune qu’Aphra Behn. Sa génération est la première n’ayant vécu que la Restauration et n’ayant aucune expérience personnelle de l’interrègne.
Bien que Gould soit resté connu dans les cinquante années qui suivirent sa disparition, son nom fut pratiquement effacé des mémoires au XIXe siècle. Parce que ses satires était sexuellement explicites et d’une extraordinaire perversité, il apparut totalement infréquentable aux critiques de l’ère victorienne (qui influèrent considérablement sur la formation du « canon » littéraire officiel du XXe siècle). Beaucoup plus récemment, son nom a été réactualisé pour être érigé en exemple de « misogynie sous-littéraire » (subliterary misogyny) par des critiques littéraires féministes telles que Felicity Nussbaum. Cette dernière, dans The Brink of All We Hate, considère les satires les plus scabreuses de Gould comme typiques d’une tradition misogyne aujourd’hui disparue.